# Grit Puchan
Grit Puchan (* 2. September 1960 in Crimmitschau) ist eine deutsche politische Beamtin im Ruhestand. Sie war von 2016 bis 2024 als Ministerialdirektorin die Amtschefin im Ministerium für Ernährung, Ländlichen Raum und Verbraucherschutz Baden-Württemberg.

## Leben
Puchan studierte Jura an der Julius-Maximilians-Universität Würzburg und legte dort 1988 ihr Zweites Staatsexamen ab. Anschließend war sie bis 1990 als Rechtsanwältin tätig. Seit 1990 war sie als Landesbeamtin in Baden-Württemberg mit verschiedenen Stationen in der Landesverwaltung tätig, davon unter anderem als Referentin im Umweltministerium, als Dezernentin im Landratsamt Main-Tauber-Kreis, als Leiterin des Rechts- und Planfeststellungsreferats im Regierungspräsidium Tübingen, als Pressesprecherin des Regierungspräsidiums Tübingen und als Leiterin der Abteilung Umwelt im Regierungspräsidium Tübingen. Von 2009 bis 2015 war sie Regierungsvizepräsidentin des Regierungspräsidiums Tübingen. Von November 2015 bis Mai 2016 war sie Leiterin der Abteilung II der Verwaltung des Landtags von Baden-Württemberg.
Sie war von Juni 2016 bis März 2024 Ministerialdirektorin und Amtschefin unter Minister Peter Hauk (CDU) im Ministerium für Ernährung, Ländlichen Raum und Verbraucherschutz Baden-Württemberg. Anschließend trat sie in den Ruhestand. Ihr folgte Isabel Kling nach.

## Privates
Puchan ist verheiratet und hat ein Kind.